# Torpilleur No 2
Le torpilleur N° 2 fait partie des 7 torpilleurs du programme de 1876 de la  marine française.
Ce bâtiment, de stabilité insuffisante, a des avaries incessantes de chaudière et sert à la mise au point de la hampe porte-torpille de l'I.G.M Desdouits  en novembre 1878. 

## Carrière
En 1880, il devient bâtiment de servitude Vergeroux  puis remorqueur de la DP (Direction du Port) de Rochefort.
De 1896 à 1899, il devient l'annexe de la Dive afin d'assurer la Défense fixe de Rochefort.
En mai 1899, la condamnation définitive du bâtiment est prononcée.